# Chomiaki (obwód smoleński)
Chomiaki (ros. Хомяки) – wieś (ros. деревня, trb. dieriewnia) w zachodniej Rosji, w osiedlu wiejskim Zaborjewskoje rejonu diemidowskiego w obwodzie smoleńskim.

## Geografia
Miejscowość położona jest nad rzeką Połowja, 3 km od drogi regionalnej 66N-0504 (Prżewalskoje – Chołm – 66K-11), 4,5 km od centrum administracyjnego osiedla wiejskiego (Zaborje), 12 km od centrum administracyjnego rejonu (Diemidow), 71 km od stolicy obwodu (Smoleńsk), 43 km od granicy z Białorusią.
W granicach miejscowości znajduje się ulica Zariecznaja (1 posesja).

## Demografia
W 2010 r. miejscowość zamieszkiwało 5 osób.

## Historia
W czasie II wojny światowej od lipca 1941 roku dieriewnia była okupowana przez hitlerowców. Wyzwolenie nastąpiło we wrześniu 1943 roku.